# Piz Canal
Piz Canal är en bergstopp i Schweiz.   Den ligger i regionen Surselva och kantonen Graubünden, i den sydöstra delen av landet, 130 km öster om huvudstaden Bern. Toppen på Piz Canal är 2 846 meter över havet, eller 131 meter över den omgivande terrängen. Bredden vid basen är 1,1 km.
Terrängen runt Piz Canal är huvudsakligen bergig, men den allra närmaste omgivningen är kuperad. Närmaste större samhälle är Disentis, 16,7 km nordväst om Piz Canal. 
Trakten runt Piz Canal består i huvudsak av gräsmarker. Runt Piz Canal är det mycket glesbefolkat, med 5 invånare per kvadratkilometer.